# Аланхе
Аланхе (ісп. Alange) — муніципалітет в Іспанії, у складі автономної спільноти Естремадура, у провінції Бадахос. Населення — 2013 осіб (2010).
Муніципалітет розташований на відстані близько 280 км на південний захід від Мадрида, 65 км на схід від Бадахоса.

## Демографія
Динаміка населення (INE ):